# Българо-американска кредитна банка
„Българо-американска кредитна банка“ АД е българска търговска банка със седалище в София.
Създадена е през 1996 година от свързания с правителството на Съединените щати Българо-американски инвестиционен фонд с цел да подпомогне формиращия се след краха на тоталитарния комунистически режим частен сектор в България. След 2006 година фондът поетапно намалява участието си в банката, като от 2008 година основен акционер е ирландската банка „Алайд Айриш Банкс“, а от 2011 година – българската финансистка Цветелина Бориславова. Към 2024 година банката е контролирана от Бориславова, която притежава 57% от капитала пряко или чрез инвестиционната си фирма „Сиесайеф“, 36% са собственост на американската инвестиционна фирма „Грамърси“, а част от акциите се търгуват на Българската фондова борса. Към 30 юни 2024 година управлява активи за 2,89 милиарда лева и има собствен капитал от 332 милиона лева.